# Anh em nhà Karamazov
Anh em nhà Karamazov (tiếng Nga: Братья Карамазовы) là tác phẩm cuối cùng của Fyodor Dostoevsky. Fyodor Dostoevsky thuộc loại thiên tài hiếm hoi mà càng về cuối đời thì sự nghiệp sáng tác càng lên tới đỉnh cao hơn. Anh em nhà Karamazov là tác phẩm vĩ đại nhất của ông. Trước khi bắt tay vào viết tác phẩm mà thật ra ông đã ấp ủ ý đồ từ nhiều năm trước, Dostoevsky đã linh cảm thấy mình nắm bắt được một đề tài xứng đáng với tầm vóc của mình. Ông viết: "Ít khi tôi gặp trường hợp nói lên được những điều mới mẻ, đầy đủ, độc đáo như thế này". Tiếp đó là quá trình làm việc hết sức căng thẳng. Trong một lá thư đề ngày 23 tháng 7 năm 1879, ông viết: "Cuốn tiểu thuyết tôi đang viết (Anh em nhà Karamazov) hiện thời nuốt hết mọi sức lực và thời giờ của tôi... Tôi viết không hối hả, không vội làm cho xong việc, sửa đi sửa lại, gọt tỉa, tôi muốn tận tâm hoàn tất tác phẩm, bởi vì chưa hề có tác phẩm nào mà tôi nhìn nhận một cách nghiêm túc hơn tác phẩm này".

## Nội dung
Ở đây hội tụ tất cả những ý tưởng chủ đạo mà nhà văn ấp ủ suốt đời và đã giãi bày một phần trong các tác phẩm trước đó đây là sự kết tinh kinh nghiệm sống sóng gió đầy đau khổ của nhà văn và vô vàn quan sát trong thực tế cộng với tay nghề điêu luyện sau bốn chục năm lao động văn học.
Thoạt nhìn Anh em nhà Karamazov là cuốn tiểu thuyết về đề tài gia đình về sự tan rã của Gia đình ngẫu hợp tức là loại gia đình ở đó không có những mối quan hệ trong sạch vững chắc không có nền móng đạo lý và tan rã trong hoàn cảnh của một xã hội đang băng hoại. Một người cha ba người con chính thức và một đứa con kết quả của một lần đi lại như cưỡng hiếp một người phụ nữ điên dại. Trừ người con trai thứ ba - Alecxey - cả gia đình sống trong sự căm thù lẫn nhau mà kết quả là vụ giết bố và một người bị án oan đi tù khổ sai.
Anh em nhà Karamazov là một tác phẩm hiện thực theo nghĩa cao cả nhất có sức tố cáo hết sức lớn đồng thời là tác phẩm rất lôi cuốn khiến người đọc hồi hộp với sự phát triển căng thẳng của cốt truyện hình sự được bố trí rất mực khéo léo nhưng bao trùm tất cả nó là cuốn tiểu thuyết Triết lý tuyến Triết lý chiếm địa vị thống trị.

## Hoàn cảnh xã hội
Hoàn cảnh nước Nga những năm 70 hết sức phức tạp và đau thương. Sau cuộc cải cách nông thôn nam 1861, quan hệ tư bản phát triển mãnh liệt ở Nga, nông thôn tan rã, nông dân phá sản, bần cùng hoá, kéo ra thành thị để trở thành người làm thuê cho các chủ xưởng máy bóc lột tàn nhẫn. Gorki viết rằng trong những năm 70-80, "tất cả những gì mang tính thú vật đều được chính phủ cổ vũ", "tất cả những gì có tính người đều bị truy bức". Đồng thời, đây cùng là thời kỳ mâu thuẫn xã hội trở nên gay gắt, ý thức cách mạng của quản chúng lao động phát triển sâu sắc thêm, phong trào phản đối dấy lên trong nông dân, trí thức, nhằm chống bóc lột chống sự chuyên chế của chế độ Sa hoàng và sự lộng quyền của cảnh sát. Nói cách khác là những năm tình thế cách mạng.
Trong hoàn cảnh nóng bỏng ấy, trước sự rạn nứt của mọi nền móng xã hội và bóng dáng của cuộc cách mạng xã hội đã hiện rõ, đau đớn nhìn thấy những đau khổ tột cùng của nhân dân, Dostoevsky đã viết tác phẩm lớn nhất của ông về tình trạng hỗn loạn xã hội khúc xạ qua sự tan rã gia đình, về sự tìm kiếm "ý nghĩa của tồn tại" ở những con người đại diện cho các thế hệ thuộc quá khứ, hiện tại và tương lai của nước Nga, về những đau khổ vô lượng của nhân dân, về những con đường có thể có để đi đến hoà đồng xã hội.